# Guardians of the Galaxy (jogo eletrônico)
Guardians of the Galaxy é um jogo eletrônico de ação-aventura desenvolvido pela Eidos Montréal e publicado pela Square Enix. É baseado nos personagens, mitologia e adaptações em outras mídias do grupo de super-heróis de histórias em quadrinhos Guardiões da Galáxia da Marvel Comics. Foi lançado em 26 de outubro de 2021 para Microsoft Windows, Nintendo Switch, PlayStation 4, PlayStation 5, Xbox One e Xbox Series X/S.

## Jogabilidade
Em Guardians of the Galaxy, o jogador assume o controle de Peter Quill / Star-Lord de uma perspectiva de terceira pessoa. O jogador pode utilizar a arma elemental do Senhor das Estrelas para derrotar os inimigos e voar pelo ar usando suas botas a jato. Outros membros da equipe titular, que incluem Gamora, Rocket Raccoon, Groot e Drax, não são diretamente jogáveis, pois são controlados por inteligência artificial, mas os jogadores podem emitir comandos para eles durante o combate. Cada personagem tem suas próprias habilidades e habilidades únicas que podem ser encadeadas para causar mais danos. À medida que o jogador combate os inimigos, um medidor se acumula e permite que os jogadores utilizem uma habilidade especial conhecida como "Equipe Huddle", que faz com que o Senhor das Estrelas crie um discurso motivacional e toque uma música para inspirar seus companheiros de equipe. Um bom discurso concederá benefícios de jogabilidade aos outros Guardiões, embora as habilidades do Lorde das Estrelas sejam aumentadas independentemente da qualidade do discurso.
Em vários pontos do jogo, o jogador pode tomar decisões importantes, por meio de árvores de diálogo, que afetarão as relações entre os Guardiões e os resultados de certas missões. Ao longo do jogo, as decisões do Senhor das Estrelas serão referenciadas por seus companheiros de equipe. Apesar dos caminhos de diálogo que se ramificam, a história central permanece a mesma e o jogo só tem um final.

## Enredo
Guerreiros chitauri atacam a casa da família Quill na Terra no dia do aniversário de treze anos de Peter Quill, sequestrando-o para o espaço e matando sua mãe Meredith. Anos depois, Peter se transformou em um mercenário chamado Senhor das Estrelas que lidera os Guardiões da Galáxia. Estes entram na proibida Zona de Quarentena, estabelecida pela Tropa Nova a fim de armazenar destroços de uma guerra interstelar, com o objetivo de ganharem dinheiro ao capturarem um mostro raro para seu contratante, Lady Hellbender. Entretanto, eles são forçados a fugir depois de Peter pegar uma joia amarela e acidentalmente libertar uma entidade alienígena desconhecida.
Os Guardiões são interceptados pela nave Esperança de Hala da Tropa Nova, comandada pela centurião Ko-Rel, ex-amante de Peter. Ela detém os Guardiões junto com o Grande Unificador Raker da Igreja Universal da Verdade, que também foi pego dentro da Zona de Quarentena à procura de "deus". Peter conhece Nikki Gold, uma jovem cadete da Tropa Nova e filha de Ko-Rel, levando-o a suspeitar que ele talvez seja o pai da menina. Ko-Rel concorda em dar aos Guardiões três ciclos para pagarem sua multa.
Os Guardiões, completamente sem dinheiro, decidem dar um golpe em Lady Hellbender ao venderem um de seus próprios membros e depois libertá-lo sorrateiramente. O plano dá errado e o grupo é forçado a fugir, mas antes conseguem obter o dinheiro necessário para pagar sua multa. O grupo viaja para a Rocha, um posto da Tropa Nova onde a Esperança de Hala está atracada, mas descobrem que vários oficiais se amotinaram afirmando que precisam espalhar a "Promessa". A Esperança de Hala deixa a estação e os Guardiões decidem seguir para Luganenhum e procurar ajuda de Cosmo, seu chefe de segurança. Este concorda em ajudar o grupo na investigação da Esperança de Hala, que agora está transmitindo um sinal misterioso, enviando-os para a nave por meio de um sistema de teletransporte que existe em Luganenhum.
Os Guardiões descobrem que um enorme canhão está sifonando "Energia de Fé" de um planeta. Eles são capturados por Raker, que os leva para a "Matriarca" de sua igreja, que revela ser Nikki. Ela está de posse da joia amarela, que lhe permitir lavar a mente de milhares de seguidores com a "Promessa", prendendo-os em ilusões criadas a partir de seus desejos mais profundos e usando sua devoção como a Energia de Fé que alimenta a frota da igreja. Nikki tenta dominar os Guardiões, mas eles resistem e escapam da igreja. Drax mesmo assim ainda fica abalado pelo que viu na Promessa. Peter também descobre que Ko-Rel foi morta pela misteriosa entidade que ele tinha libertado.
O grupo tenta recrutar a ajuda da Mente Global, mas esta conclui que a vitória da igreja é inevitável e foge da galáxia junto com o que resto da Tropa Nova. Drax sucumbe para a Promessa e prende o resto da equipe. Com a ajuda de Mantis, os Guardiões entram na mente de Drax e o forçam a aceitar que a Promessa não é real. Eles também conhecem Adam Warlock, o "deus" original da igreja que fingiu sua morte e foi se esconder no planeta de Mantis. Warlock também revela que a entidade que está controlando Nikki é Magus, seu lado sombrio, quem ele havia prendido na joia amarela. Magus está manipulando Raker e a igreja a fim de reunir Energia de Fé para ser libertado.
Os Guardiões, sem outras opções, procuram Lady Hellbender por ajuda. Eles subjugam o lendário monstro Fin Fang Foom e o presenteiam a Lady Hellbender, que concorda em ajudá-los a atacar a Sacrossanta, a capitânia da igreja. O ataque é realizado, porém Raker consegue prender os guardiões dentro de um campo de energia. Peter tem acesso à Promessa de Nikki e descobre do espírito de Ko-Rel que Nikki que é na verdade uma órfão adotada, sem relação de parentesco com ele. Peter consegue convencer a menina a aceitar a morte da mãe, libertando-a do controle de Magus e desbloqueando seus poderes ocultos. Os Guardiões matam Raker enquanto Warlock absorve Magus de volta ao seu corpo. A galáxia começa a celebrar estarem livres da lavagem cerebral da igreja, com Nikki tornando-se o novo membro dos Guardiões.
Entretanto, Magus toma o controle do corpo de Warlock. Peter, guiado por Mantis, arrisca sua própria vida ao usar a joia amarela para aprisionar Magus mais uma vez. Warlock fica com a joia e promete ajudar os Guardiões se algum dia for necessário. Peter contempla como cuidar de Nikki enquanto os Guardiões partem para sua missão seguinte: imprimir novos cartões de visita. Se a multa da Tropa Nova nunca foi paga, sua nave é incapacitada pelo rastreador da Tropa Nova e deixada à deriva no espaço.

## Desenvolvimento
Guardians of the Galaxy foi desenvolvido pela Eidos Montréal, a desenvolvedora por trás da série Deus Ex. Star-Lord foi escolhido como o personagem principal do jogo porque ele é o "coração humano" dos Guardiões e o membro com quem a Eidos Montreal mais se identifica. A equipe decidiu não adicionar modos multijogador, pois sentiam que os Guardiões são um grupo de personalidades coloridas e, ao posicionar o Senhor das Estrelas no centro da maioria das interações sociais, o jogador pode experimentar melhor a dinâmica da equipe por ter esses personagens imprevisíveis reagindo à escolha do Star-Lord. Enquanto Star-Lord é o líder da equipe, outros personagens podem discordar de sua decisão e fazer escolhas por conta própria, e o jogador também precisa reagir às decisões de outros personagens. A equipe acredita que isso pode destacar ainda mais o resto da personalidade e caráter dos Guardiões. O sistema foi inspirado pelo trabalho em equipe do mundo real, onde as pessoas devem trabalhar, negociar e barganhar umas com as outras. Deus Ex serviu como uma grande inspiração para a campanha do jogo, já que a decisão do jogador será impactante e levará a resultados diferentes.

## Lançamento
Guardians of the Galaxy vazou pela primeira vez em janeiro de 2017, quando a Marvel Entertainment anunciou que tinha feito uma parceria com a Square Enix para produzir vários jogos baseados nas propriedades da Marvel. O jogo foi anunciado oficialmente na E3 2021, e foi lançado para Microsoft Windows, Nintendo Switch, PlayStation 4, PlayStation 5, Xbox One, Xbox Series X e Series S em 26 de outubro de 2021. O jogo não apresenta nenhuma microtransação e a Eidos não planeja lançar nenhum conteúdo para download para o jogo. A versão de Nintendo Switch será um título baseado na nuvem.